# Köln-Innenstadt
Innenstadt ist einer der neun Stadtbezirke der kreisfreien Stadt Köln. Er trägt in der offiziellen Nummerierung die Nummer 1. Geschaffen wurde er im Zuge der kommunalen Neugliederung am 1. Januar 1975. Der Stadtbezirk liegt links- und rechtsrheinisch. Er umfasst die Stadtteile Altstadt-Nord, Altstadt-Süd, Deutz, Neustadt-Nord, Neustadt-Süd.

## Geschichte

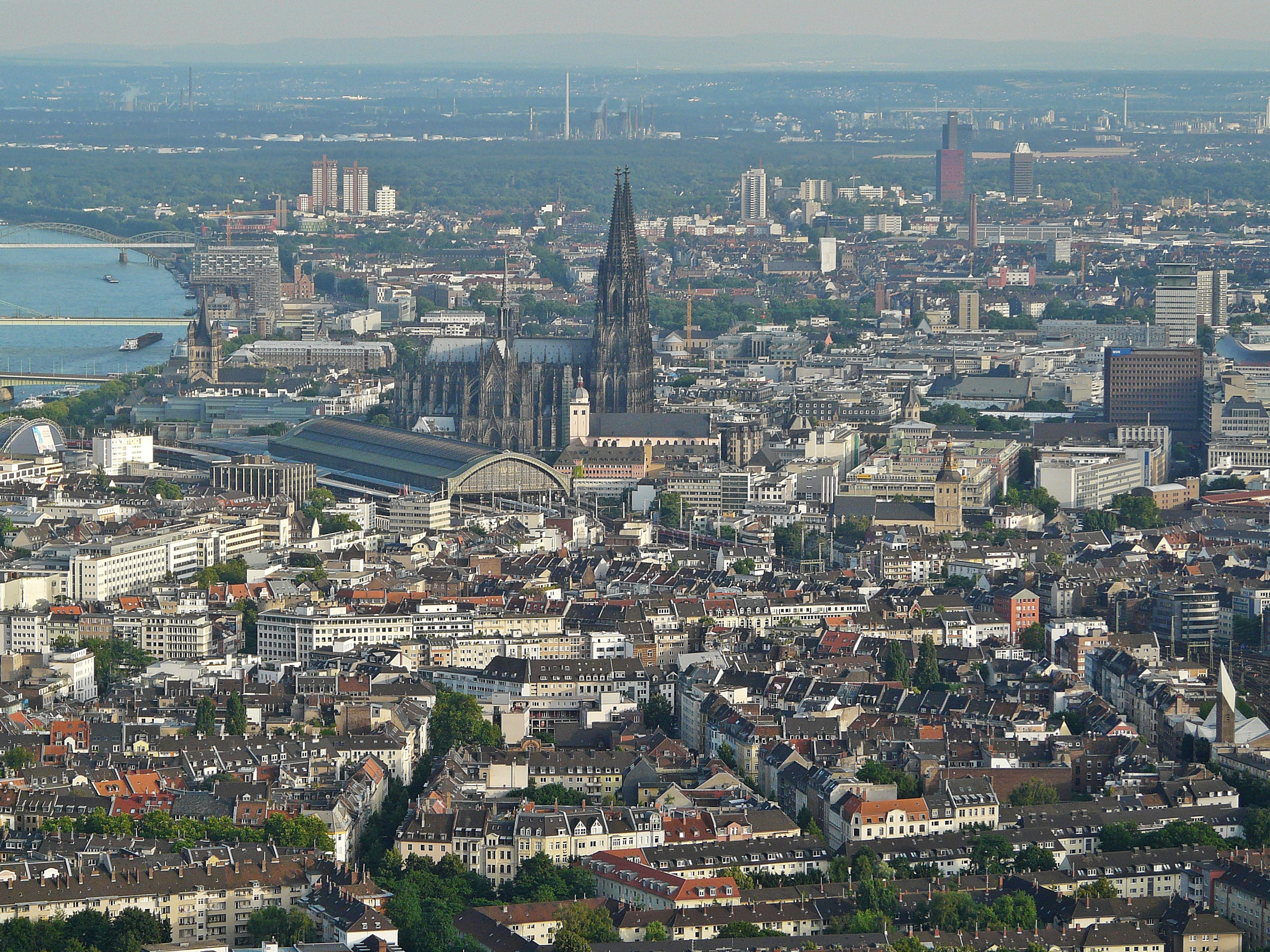
Luftaufnahme der Kölner Innenstadt
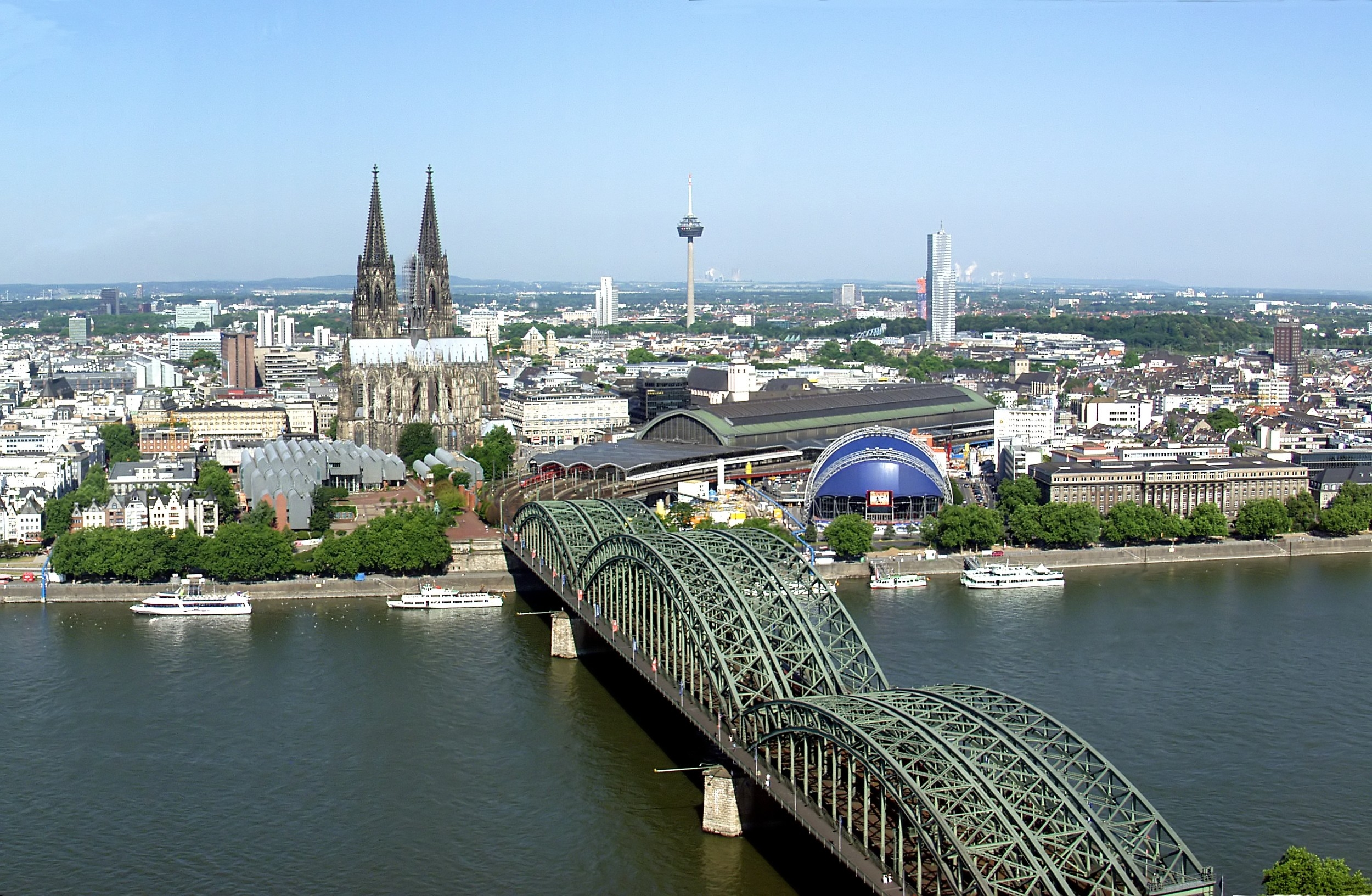
Altstadt-Nord und Neustadt-Nord
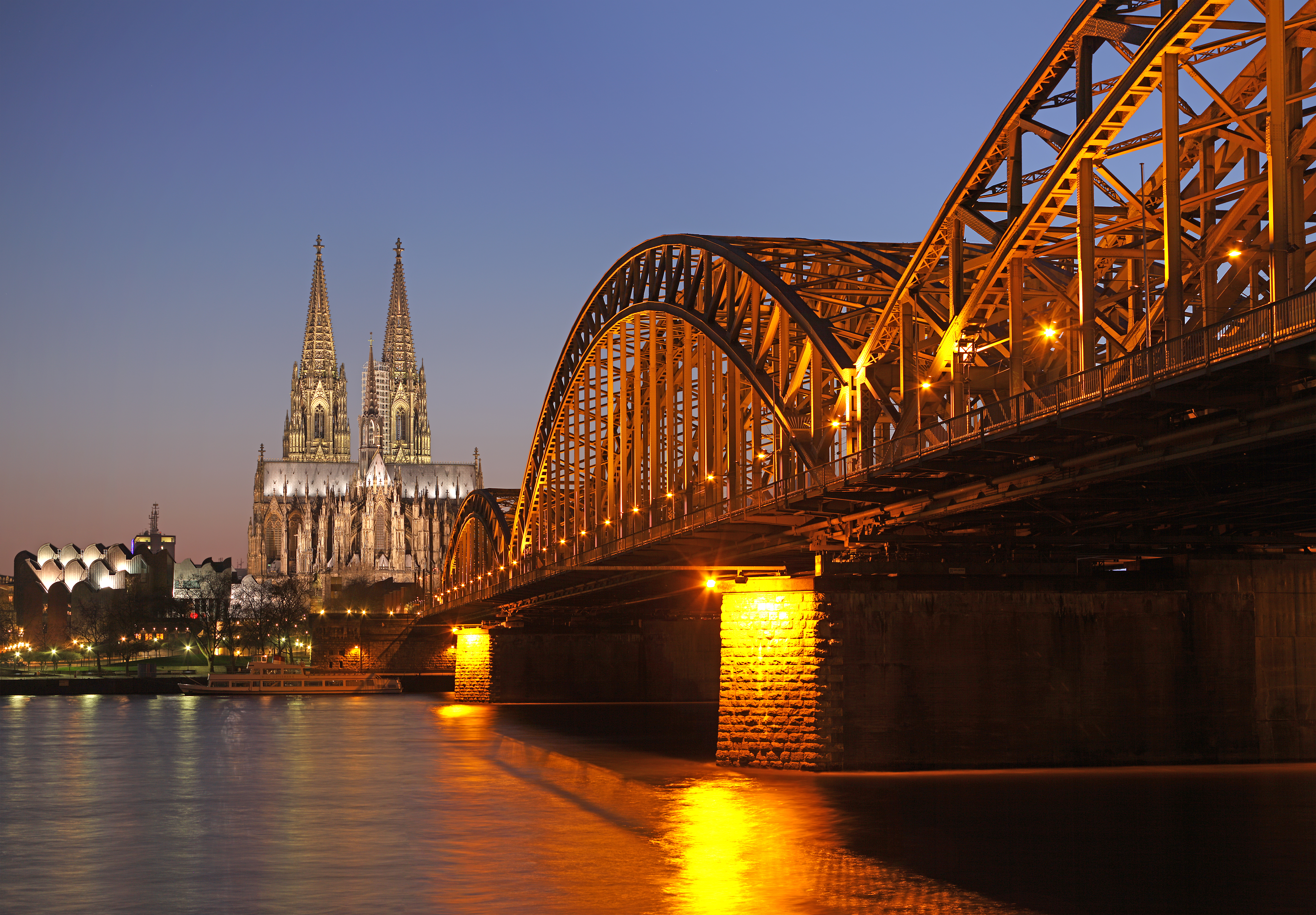
Kölner Dom mit Hohenzollernbrücke
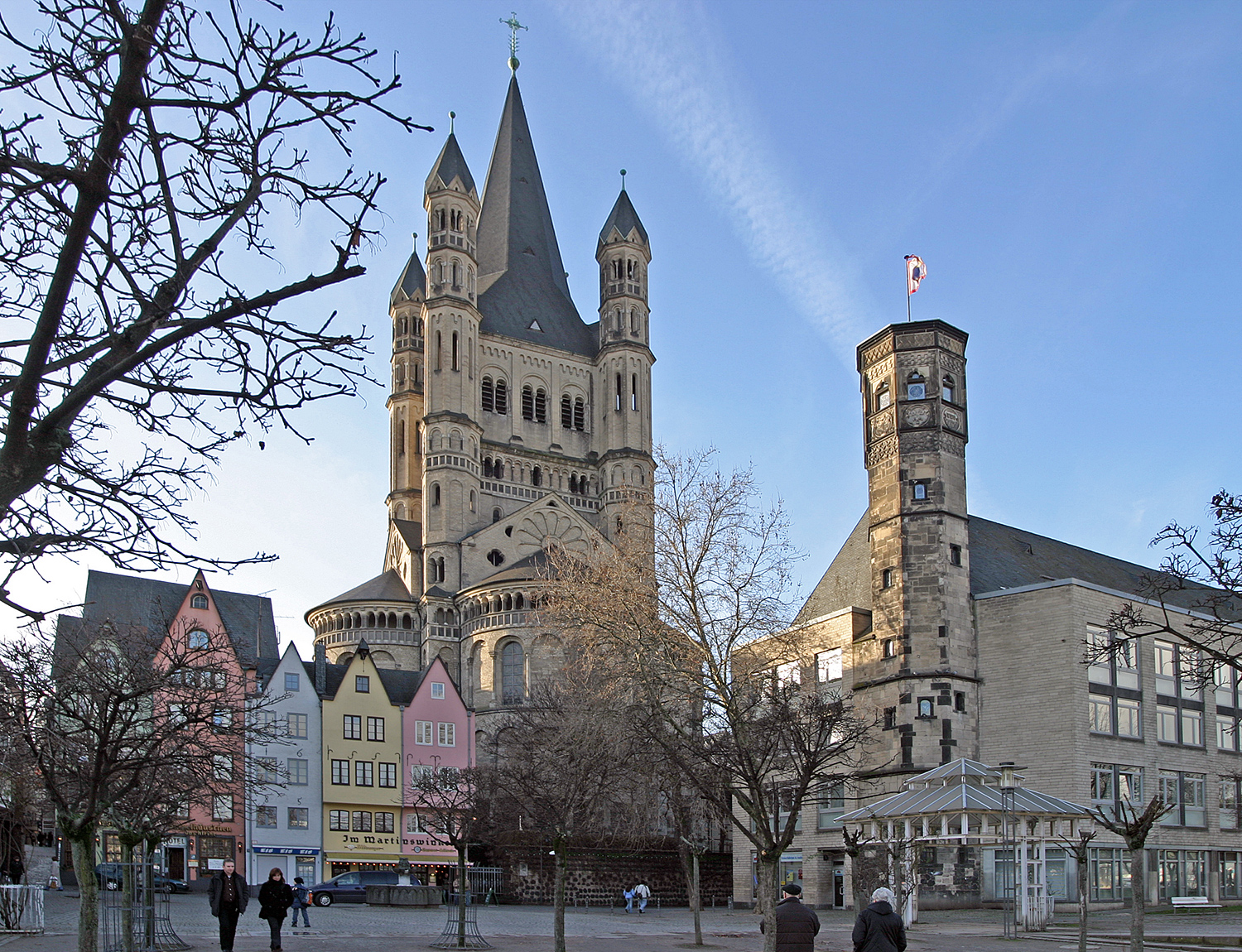
Fischmarkt mit Groß St. Martin
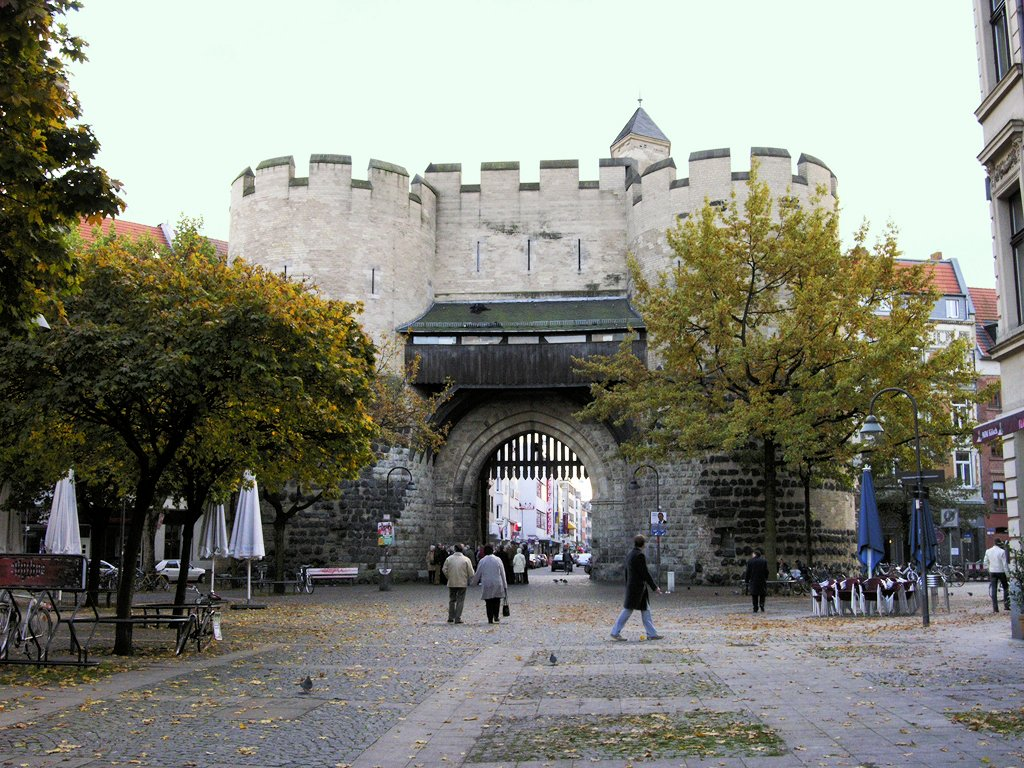
Eigelsteintorburg
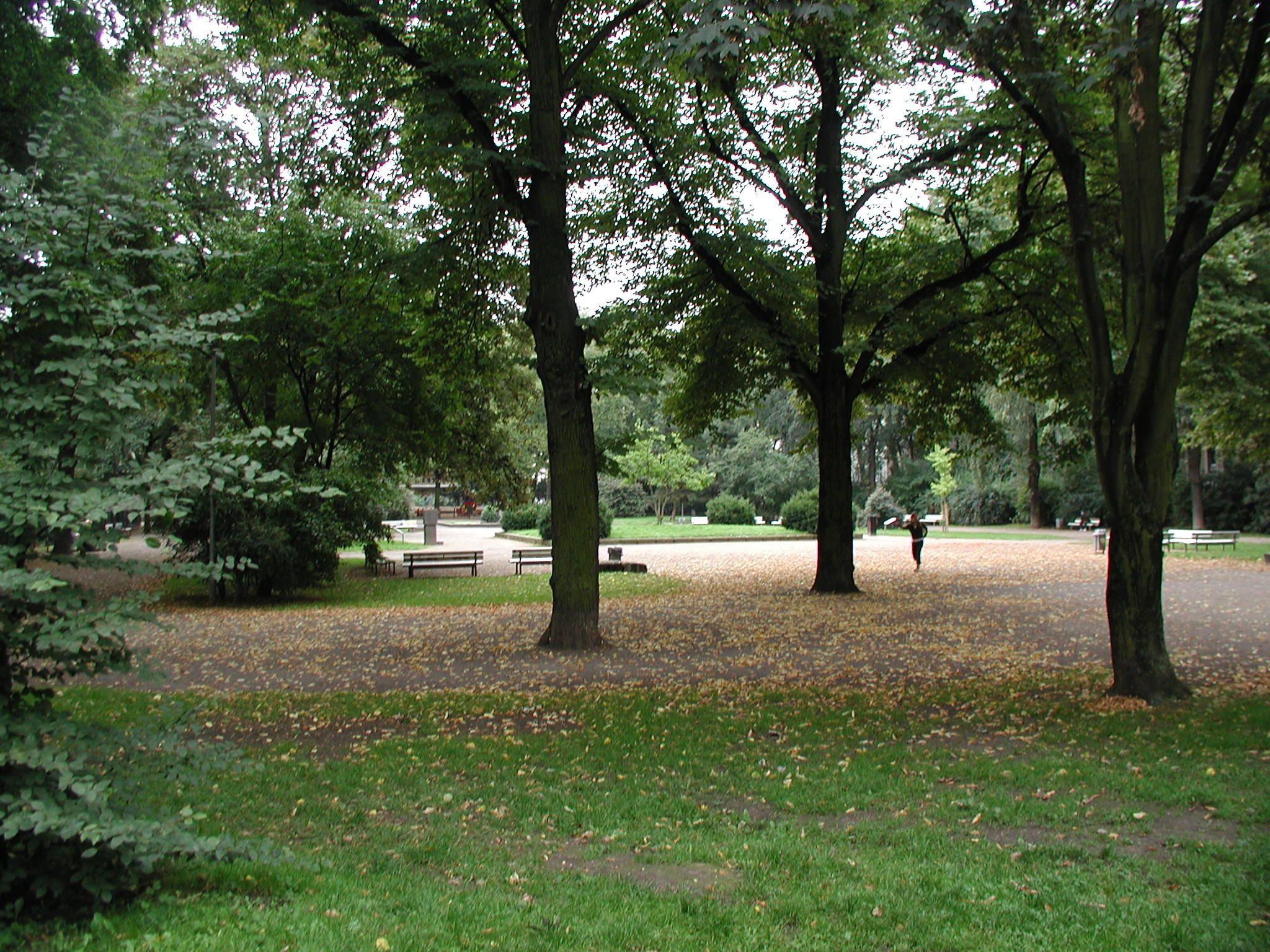
Rathenauplatz
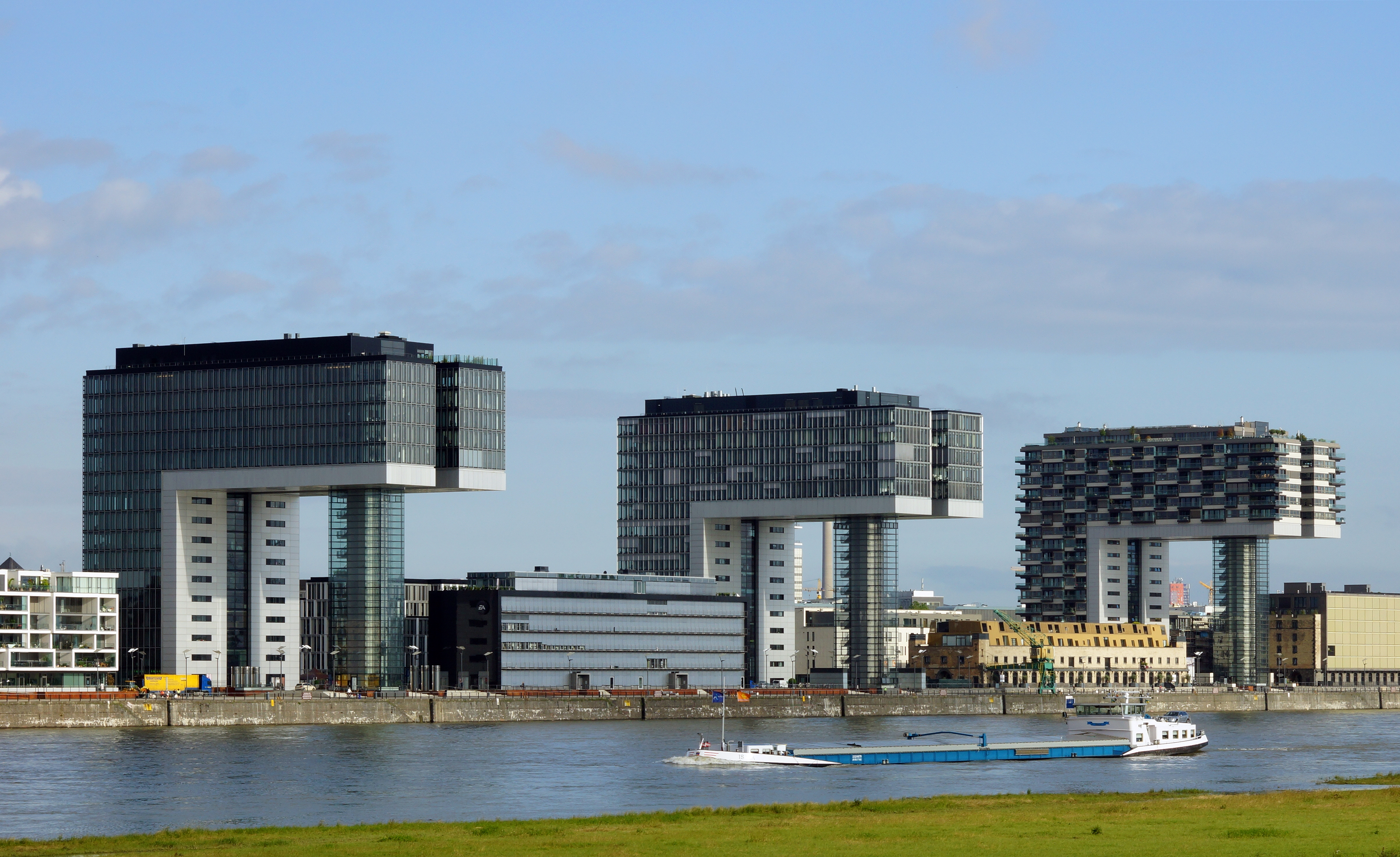
Kranhäuser im Rheinauhafen

Die Geschichte der Stadt Köln ist bis zum späten 19. Jahrhundert mit der Geschichte der Altstadt identisch. Der Stadtkern ist die römische Kolonie – die Colonia Claudia Ara Agrippinensium (CCAA), der Köln seinen Namen verdankt.
Die alte Römerstadt wurde im Frühmittelalter durch einige kleinere Erweiterungen ergänzt. Schließlich entschloss sich der Stadtrat Kölns – damals mit Abstand die größte Stadt Deutschlands – zu einem Großprojekt: Eine gewaltige Stadtmauer sollte nicht nur den historischen Stadtkern, sondern auch die vor den bisherigen Stadtmauern liegenden Klöster und Stiftskirchen mit ihrer Umgebung einschließen. Diese Mauer umgab seit ca. 1225 die gesamte Stadt Köln. Im Jahre 1248 wurde der Grundstein zum heutigen gotischen Dom gelegt. Die Fläche innerhalb des Mauerrings reichte bis in die erste Hälfte des 19. Jahrhunderts aus. Als die Stadt immer weiter wuchs und immer mehr Menschen die Stadt bevölkerten, wurde 1881 die Stadtmauer abgerissen, um für Neubauten außerhalb des Mauerrings Platz zu schaffen.
In den nächsten Jahrzehnten entstand das Gebiet der Neustadt, welche größtenteils bis um 1910 fertiggestellt war. Die Aufteilung der Neustadt in die beiden Stadtteile Neustadt-Nord und -Süd ist rein verwaltungsmäßiger Natur, denn der zugrunde liegende Bebauungsplan war für beide Teile gleich: Wenige Meter vor der alten Stadtmauer wurden die Kölner Ringe als ein großzügiger Prachtboulevard angelegt, der die gesamte Altstadt halbkreisförmig umschloss. An den Kreuzungspunkten der Ringstraße mit den Ausfallstraßen wurden große Plätze angelegt. Heute sind diese Plätze zum Teil reine Verkehrsknotenpunkte, insbesondere der Barbarossaplatz hat seinen Charakter völlig verloren, während städtebauliche Maßnahmen der letzten 20 Jahre Friesenplatz und Rudolfplatz einen Teil des alten Charakters wiedergaben.
Von den Plätzen ausgehend wurden weitere Straßen angelegt, an verschiedenen Blickpunkten wurden große, repräsentative Kirchenbauten errichtet.
Auch große öffentliche Gebäude wurden errichtet, so zum Beispiel das im Zweiten Weltkrieg zerstörte Opernhaus am Rudolfplatz oder das Oberlandesgericht am Reichenspergerplatz.
Die Neustadt wurde zu den äußeren Stadtteilen durch den Inneren Festungsgürtel abgeschlossen. Nach dem Ersten Weltkrieg wurde dieser größtenteils zum Inneren Grüngürtel umgewandelt.
Deutz wurde 1888 – gegen den Widerstand großer Teile der Bevölkerung – eingemeindet. Der Messeturm ist seit seinem Bau im Jahre 1928 ein Erkennungszeichen von Deutz. Ein weiterer Blickfang in Deutz ist seit 1998 die außergewöhnliche Architektur der Kölnarena oder „Henkelmännchen“, wie manche Kölner diese multifunktionale Halle nennen.

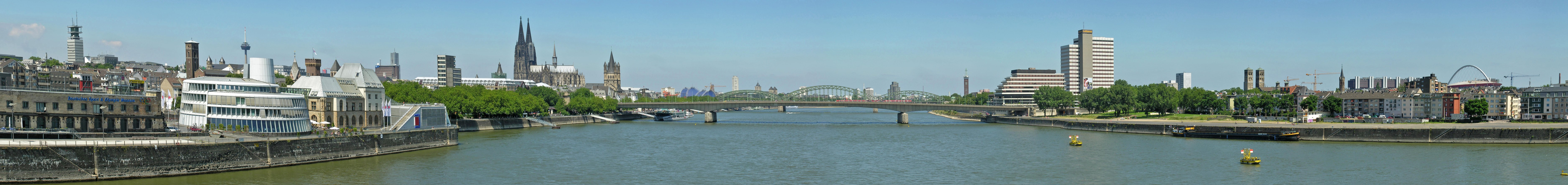
Kölnpanorama, Blick von Severinsbrücke

## Geschichte des Stadtbezirks Innenstadt
Der Stadtbezirk Innenstadt wurde zum 1. Januar 1975 im Zuge der kommunalen Neugliederung geschaffen.
Am 27. November 2008 wurde ein Masterplan für die Kölner Innenstadt vorgestellt, dessen Ergebnisse Grundlage für alle zukünftigen Planungen sein sollen. Der Masterplan tangiert auch die angrenzenden Stadtbezirke. Das Projekt wird von der Initiative Unternehmer für die Region Köln e. V., der Industrie- und Handelskammer zu Köln, dem Baudezernat und dem Büro AS&P – Albert Speer und Partner durchgeführt.

## Politik

### Bezirksvertretung
| Sitzverteilung in der Bezirksvertretung Köln-Innenstadt 2020Insgesamt 19 Sitze - Linke: 2 - PARTEI: 1 - SPD: 3 - Grüne: 8 - KLIMA FREUNDE: 1 - CDU: 3 - FDP: 1 Bezirksvertretungswahl 2020in Prozent %50403020100 44,314,414,38,95,63,43,16,1 GrüneSPDCDULinkeFDPPARTEIKLIMA FREUNDESonst.Gewinne und Verlusteim Vergleich zu 2014 %p 12 10 8 6 4 2 0 −2 −4 −6 −8+11,1−7,3−5,5+0,4−0,1+3,4−0,4+0,8GrüneSPDCDULinkeFDPPARTEIKLIMA FREUNDESonst. |

### Wahlen im Stadtbezirk
| Jahr | Wahl                   | Wbt.  | Grüne | SPD  | CDU  | FDP  | Linke | AfD | PARTEI | KLIMA FREUNDE | Sonst. |
| ---- | ---------------------- | ----- | ----- | ---- | ---- | ---- | ----- | --- | ------ | ------------- | ------ |
| 2022 | Landtagswahl           | 65,3  | 40,7  | 19,9 | 16,5 | 7,1  | 4,9   | 2,0 | 1,5    | —             | 7,4    |
| 2021 | Bundestagswahl         | 84,7  | 40,0  | 19,9 | 13,0 | 11,3 | 7,6   | 2,3 | 1,1    | —             | 4,8    |
| 2020 | Bezirksvertretungswahl | 58,5  | 44,3  | 14,4 | 14,3 | 5,6  | 8,9   | 2,5 | 3,4    | 3,1           | 3,5    |
| 2020 | Ratswahl               | 58,5  | 36,0  | 16,6 | 14,4 | 5,2  | 8,0   | 2,5 | 3,0    | 2,8           | 11,5   |
| 2019 | Europawahl             | 74,1  | 42,7  | 13,7 | 13,8 | 6,2  | 7,2   | 3,3 | 4,4    | —             | 8,7    |
| 2017 | Bundestagswahl         | 81,7  | 19,7  | 19,7 | 22,5 | 14,4 | 15,1  | 4,1 | 1,7    | —             | 2,8    |
| 2017 | Landtagswahl           | 70,9  | 17,1  | 26,3 | 21,8 | 14,5 | 11,5  | 3,5 | 1,8    | —             | 3,5    |
| 2014 | Bezirksvertretungswahl | 55,2  | 33,2  | 21,7 | 19,8 | 5,7  | 8,5   | 2,3 | —      | 3,5           | 5,3    |
| 2014 | Ratswahl               | 55,1  | 28,2  | 25,9 | 20,5 | 5,8  | 8,6   | 2,3 | 0,5    | 3,6           | 4,6    |
| 2014 | Europawahl             | 59,9  | 26,5  | 28,5 | 20,4 | 5,3  | 8,6   | 3,9 | 1,3    | —             | 5,5    |
| 2013 | Bundestagswahl         | 77,9  | 20,9  | 27,7 | 27,1 | 6,6  | 9,4   | 2,8 | 0,9    | —             | 4,6    |
| 2012 | Landtagswahl           | k. A. | 27,7  | 31,5 | 14,6 | 10,3 | 3,8   | —   | —      | —             | 12,1   |
| 2010 | Landtagswahl           | k. A. | 30,2  | 27,9 | 21,2 | 7,1  | 7,2   | —   | —      | —             | 6,4    |
| 2009 | Bezirksvertretungswahl | k. A. | 37,7  | 21,7 | 19,9 | 9,4  | 6,0   | —   | —      | —             | 5,3    |
| 2009 | Ratswahl               | k. A. | 34,7  | 22,8 | 20,8 | 9,1  | 5,8   | —   | —      | 1,8           | 5,0    |
| 2009 | Bundestagswahl         | 75,7  | 27,0  | 22,4 | 21,6 | 15,2 | 9,1   | —   | —      | —             | 4,7    |
| 2009 | Europawahl             | k. A. | 34,5  | 19,3 | 20,6 | 13,6 | 6,0   | —   | —      | —             | 6,0    |
| 2005 | Bundestagswahl         | 78,8  | 23,8  | 35,3 | 21,0 | 11,8 | 6,3   | —   | —      | —             | 1,8    |
| 2005 | Landtagswahl           | k. A. | 22,4  | 37,2 | 26,6 | 8,0  | —     | —   | —      | —             | 5,8    |
| 2004 | Bezirksvertretungswahl | k. A. | 30,8  | 27,6 | 23,0 | 7,0  | 3,8   | —   | —      | —             | 7,8    |
| 2004 | Ratswahl               | k. A. | 28,7  | 29,5 | 23,5 | 6,8  | 3,8   | —   | —      | —             | 7,7    |
| 2004 | Europawahl             | k. A. | 38,0  | 20,6 | 24,3 | 8,1  | 4,0   | —   | —      | —             | 5,0    |
| 2002 | Bundestagswahl         | k. A. | 28,0  | 38,4 | 21,0 | 8,2  | 2,9   | —   | —      | —             | 1,5    |
| 2000 | Landtagswahl           | k. A. | 26,2  | 37,2 | 23,8 | 8,5  | —     | —   | —      | —             | 4,3    |

## Sehenswürdigkeiten
Die Innenstadt von Köln hat zahlreiche Sehenswürdigkeiten zu bieten, die bei Touristen beliebt sind:
- der Kölner Dom
- das Kölner Rathaus, erbaut um 1330
- die mittelalterlichen Stadtmauern, erbaut zwischen 1180 und 1220; von den ehemals zwölf großen Torburgen sind mit dem Severinstor, dem Eigelsteintor und dem Hahnentor noch drei erhalten
- das neugotische 4711-Haus in der Glockengasse, Stammhaus des gleichnamigen Duftwassers[2]

Zu den Sehenswürdigkeiten aus der Neuzeit zählt unter anderem die Hohenzollernbrücke, an der Liebespaare seit einigen Jahren Vorhängeschlösser zum Zeichen ihrer Zuneigung anbringen. Der Schlüssel wird anschließend in den Rhein geworfen. Anziehungspunkt für Touristen ist außerdem der Musical Dome zwischen Rhein und Hauptbahnhof.

## Höhenkonzept
Architekt Helmut Jahn sagte im Zusammenhang mit der Errichtung des Kölntriangle, dass ein Gebäude von mehr als 110 Metern Höhe „aus Respekt vor dem Dom“ nicht wünschenswert sei. Dementsprechend sieht das „Höhenkonzept“ der Stadt Köln vom Mai 2007 vor, dass Neubauten zwischen dem linken Rheinufer und der Außenkante der Kölner Ringe nicht höher als 22,50 Meter konzipiert sein dürfen. Für höhere Neubauten muss der Nachweis erbracht werden, dass der Blick auf den Dom und die romanischen Kirchen nicht beeinträchtigt wird.

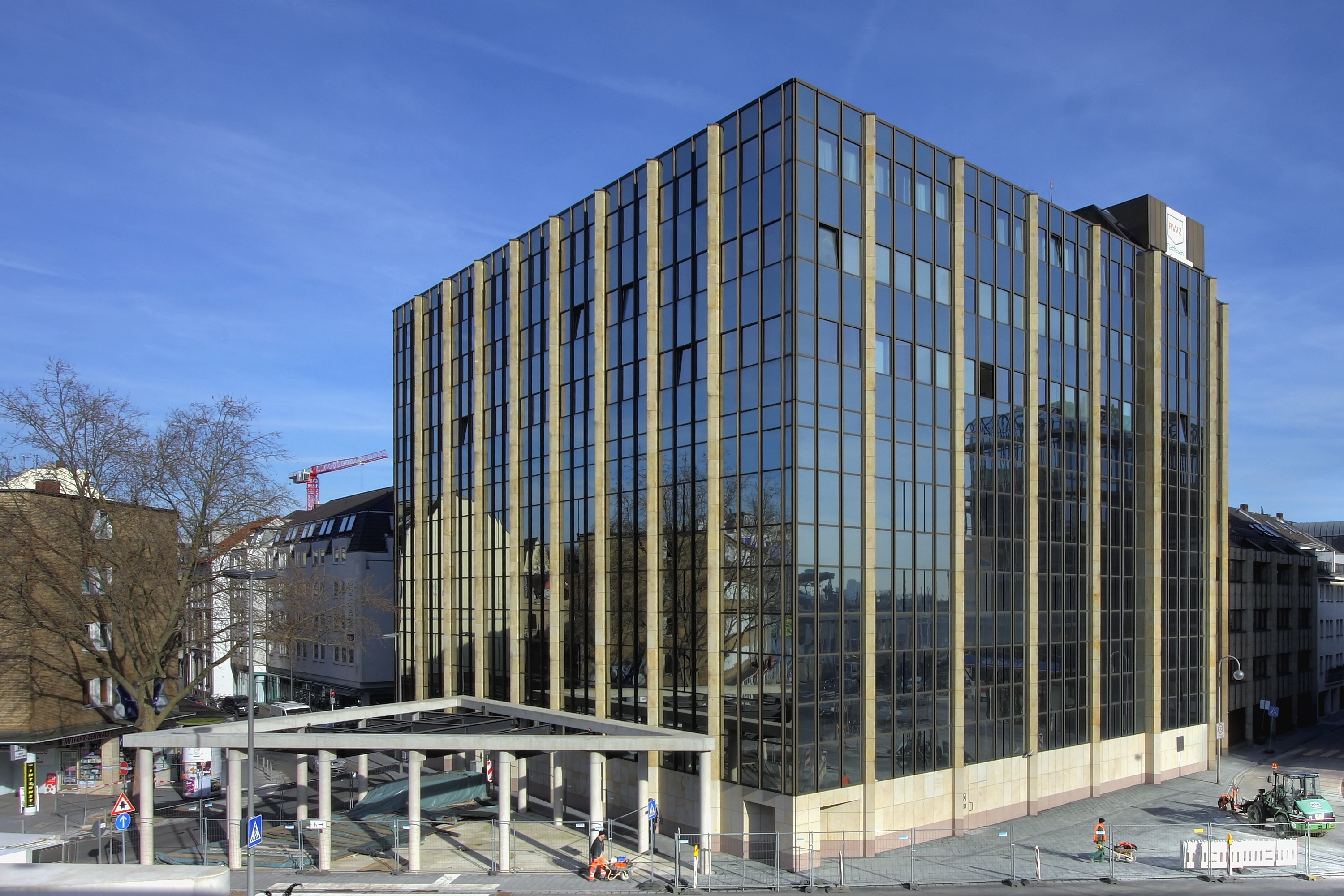
Gebäude der RWZ vor der genehmigten Aufstockung (2011)

Das Konzept hat verwaltungs- und baurechtlich zu einer Veränderungssperre geführt und ist ein rechtlicher Umgebungsschutz. Es handelt sich um eine Soll-Vorschrift, die begründete Ausnahmen zulässt. Colonius (266 Meter), Kölnturm (148,1 Meter) und Hansahochhaus (65 Meter) liegen außerhalb der Schutzzone. Die Stadt verlor im Juli 2013 vor dem Oberverwaltungsgericht für das Land Nordrhein-Westfalen gegen die Raiffeisen-Waren-Zentrale Rhein-Main (RWZ), die daraufhin ihr Gebäude am Breslauer Platz um 10,5 Meter auf 38,35 Meter aufstocken darf. Allerdings unterlag auch dieser Fall nicht dem Höhenkonzept, weil die Baugenehmigung vor Mai 2007 erteilt worden war. Das Höhenkonzept zielt darauf ab, die Innenstadt in ihrem besonderen Stadtbild einschließlich der historischen Turmsilhouette zu bewahren, zu stärken und sie dabei in Einklang mit den Potenzialen privaten Investitionen für die Zukunft weiterzuentwickeln. Außerhalb des Ringes ist die Bebauung durch Hochhäuser möglich und erwünscht, um dem Nachfragedruck in zentralen Lagen gerecht zu werden.